# موسكيرشن
موسكيرشن (بالألمانية: Mooskirchen) هي بلدية في منطقة فويتسبرج في ولاية شتايرمارك، النمسا.